# Liste der Mitglieder der Deutschen Akademie der Naturforscher Leopoldina/1827
Die Liste der Mitglieder der Deutschen Akademie der Naturforscher Leopoldina für 1827 enthält alle Personen, die im Jahr 1827 zum Mitglied ernannt wurden. Insgesamt gab es ein neu gewähltes Mitglied.

## Mitglieder
| Nr.  | Name                   | Beiname     | Geboren      | Aufnahme | Gestorben | Bild                   | Datenbank              |
| ---- | ---------------------- | ----------- | ------------ | -------- | --------- | ---------------------- | ---------------------- |
| 1315 | Georg Christian Arnold | Nileus III. | 1. Feb. 1747 | 26. Jul. | 19. Nov.  | Jerzy Chrystian Arnold | Georg Chrystian Arnold |

## Hinweis zu den Lebensdaten
In der Liste sind zunächst die Lebensdaten gemäß Archiv der Leopoldina aufgenommen. Diese beziehen sich auf die Angaben gem. Neigebaur (1860) und Ule (1889). Die Lebensdaten im Namensartikel können daher von den Lebensdaten in der Liste abweichen.